# McArthur Peak
McArthur Peak je hora v pohoří svatého Eliáše, na jihozápadě teritoria Yukon, v Kanadě. Nachází se 11 kilometrů severovýchodně od nejvyšší hory pohoří svatého Eliáše a Kanady Mount Logan. Leží na území Národního parku Kluane. 1,7 kilometru jihovýchodně od McArthur Peak leží druhotný vrchol hory McArthur Peak-East Peak (4 308 m).
McArthur Peak je patnáctou nejvyšší horou Kanady a třicátou druhou nejvyšší horou Severní Ameriky s prominencí vyšší než 500 metrů.
Je pojmenovaná podle kanadského geodeta a horolezce Jamese J. McArthura, který se podílel na vyměření hranice mezi Yukonem a Aljaškou.